# Kościół św. Michała Archanioła w Zblewie
Kościół świętego Michała Archanioła – rzymskokatolicki kościół parafialny należący do parafii pod tym samym wezwaniem (dekanat Zblewo diecezji pelplińskiej).
Obecna świątynia w stylu neogotyckim została wzniesiona w latach 1879-1880 dzięki staraniom księdza oficjała Jana Antoniego Klingenberga z Pelplina. Konsekrowana została przez biskupa Leona Rednera w dniu 18 września 1887 roku.

## Architektura i wnętrze
Jest to budowla murowana, wybudowana z czerwonej cegły, charakteryzuje się solidnymi rozmiarami, żebrowym sklepieniem podpartym 16 filarami i wysoką, smukłą wieżą nakrytą hełmem wiciowym z zegarem, na której są umieszczone cztery dzwony: Michał - najstarszy, Najświętszego Serca Pana Jezusa, Jezus - Maryja i Stanisław. Kościół jest orientowany, czyli jego prezbiterium znajduje się od strony wschodniej. Posiada wieżę i główne wejście od strony zachodniej. 
W obecnej świątyni oryginalnie były umieszczone trzy neogotyckie ołtarze. Do dziś przetrwały z nich tylko dwa. Chociaż nie są one dziełami sztuki, to kompozycyjnie pasują do neogotyckiej architektury. Z kolei ołtarz główny, w ramach reformy liturgicznej po Soborze Watykańskim II, został zastąpiony tzw. ołtarzem soborowym versus populum (czyli twarzą do ludu). Była to strata, ale błąd został naprawiony, kiedy w 2003 roku został zamontowany neogotycki ołtarz z dawnej kaplicy Collegium Marianum w Pelplinie. 
W latach 1997–2004, dzięki staraniom księdza proboszcza Zenona Góreckiego, świątynia, jej wyposażenie i otoczenie przeszły gruntowną i kompleksową renowację. W rocznicę śmierci budowniczego, księdza Trętowskiego, w dniu 22 sierpnia 2003 roku została odsłonięta poświęcona mu pamiątkowa tablica, natomiast w dniu 20 grudnia 2004 roku biskup Jan Bernard Szlaga konsekrował nowy ołtarz główny.